# Raboo
Raboo （らぶー）とは、楽天が運営する電子書籍販売サイト。2011年8月10日開設。
販売される電子書籍コンテンツの形式はXMDFで、Windows PCなどで購入／ダウンロードし、閲覧はパナソニックのタブレット端末であるUT-PB1およびソニー・リーダー（2011年11月から）で行なう。ブックリスタの電子書籍プラットフォームを採用している。
一方で楽天は、2012年1月までにカナダ・kobo社を子会社化し、2012年7月にkobo touchを発売。Rabooとは別の電子書籍ストア「koboイーブックストア」においてコンテンツの配信を開始した。
2013年3月31日をもってRabooサービスを終了させることが発表された。